# The Wanderer
The Wanderer es la décima y última canción del álbum Zooropa de U2, editado en 1993. Es una de las pocas canciones de U2 en las que Bono no pone la voz en la grabación original: en este caso corre a cargo de Johnny Cash. Al final de la canción, The Edge pone la segunda voz.
La letra describe la búsqueda de Dios por parte de un hombre en un mundo que se vacía de sentido. Poco tiempo después de la muerte de Johnny, en el 2003, el grupo interpretó la canción en el tributo que muchos músicos le hicieron en un programa de televisión titulado I Walk the Line: A Night for Johnny Cash. En esta versión, The Edge añade unos falsetes tras el estribillo.
Este tema ha sido incluido en dos recopilatorios de Johnny Cash: The Essential Johnny Cash (Legacy/Columbia, 2003) y The Legend of Johnny Cash (American/Island, 2005).
Es una de las pocas canciones de U2 sin Bono en la voz principal, en cambio con el cantante de country Johnny Cash. Basada en el Libro de Eclesiastés del Antiguo Testamento y su narrador "El Predicador", la canción describe líricamente al narrador vagando por un mundo postapocalíptico "en busca de experiencia", probando todas las facetas de la cultura humana y esperando encontrar significado a la vida. La voz demacrada de Cash se yuxtapone a una línea de bajo sintetizada y principalmente a instrumentación electrónica.

## Antecedentes
Cash grabó la voz de la canción en Dublín en febrero de 1993 durante las sesiones de Zooropa. La canción recibió varios títulos provisionales, incluidos "The Preacher" y "Wandering". El productor Brian Eno intentó que Bono cantara la canción, pero Bono sostuvo que era la voz de Cash la que imaginaba cantando la canción. Bono y Cash habían trabajado anteriormente en una canción llamada "Ellis Island".

## Composición
La letra describe a un hombre que busca a Dios en un mundo postapocalíptico. Expresa preocupación por la visión disminuida de la sociedad de Jesucristo; "Dicen que quieren el Reino pero no quieren a Dios en él". Hay poca guitarra de The Edge, y la línea de bajo sintetizada de Adam Clayton es el sonido musical prominente en toda la canción. Sin embargo, se pueden escuchar los suaves golpes de tambor de Larry Mullen. Como se señaló anteriormente, esta es una de las pocas canciones que Bono no cantará, pero proporciona un aullido de estilo country hacia el final de la canción.

En una entrevista, Flood, uno de los productores de la canción, destacó a "The Wanderer" como uno de los aspectos más destacados de Zooropa; "Para mí, es una gran canción y se traduce de manera brillante emocionalmente, sin embargo, hay un montón de experimentos sónicos en marcha allí. Existe la idea de que esta persona deambule por este paisaje desolado, pero hay un aire de indiferencia. Todo sobre la letra , la entrega, el sonido de su voz, la música, simplemente parece fantástico. Se cumple en todos los niveles".
"Entonces, lo que sucedió fue que la cantó muchas y muchas veces y ellos trataron de armar una voz que se sintiera en consonancia con la música, pero nunca pareció conectar. Bono me dijo, cuando regresé," ¿Quieres intentar unir la voz? "Así que decidí intentar hacer lo contrario de lo que todos habían hecho, que era hacer un Johnny Cash completamente frío y desapasionado. Casi como si fuera Johnny Cash el robot. Me tomó bastante tiempo eliminar todo sentimiento, pero de una manera que ayudó a unirlo con la música. Así que hay alguien que es completamente desapasionado y como no estuve allí durante la grabación, no tuve apego emocional a ninguna de las actuaciones. No tenía idea de lo que se había hecho para hacerlas, así que podría estar completamente alejado de todo el proceso. Y luego Bono lo escuchó y dijo "¡Perfecto!" Hizo coros y movimos un par de las cosas a su alrededor, pero lo que escuchó fue lo que quería para la canción". —Flood, en la grabación de la canción.
Al final de la canción (en la mayoría de las versiones de Zooropa), hay 30 segundos de silencio (4: 45–5: 15). Después de esto, un sonido de alarma se desvanece a las 5:15. El sonido de la alarma se repite, incluso una vez que ha comenzado por completo (alrededor de las 5:20). El sonido de la alarma termina a las 5:41. Aparentemente, este es el mismo sonido que escuchan algunos DJ después de 10 segundos de aire muerto en la radio.

## Espectáculos en vivo
Johnny Cash interpretó "The Wanderer" en al menos una ocasión en el recinto ferial del condado de Nevada en Grass Valley, California, en agosto de 1993. U2 la interpretó en un especial de televisión titulado I Walk the Line: A Night for Johnny Cash, tras la muerte de Cash en 2003. Bono interpretó la canción de manera similar a la interpretación de Cash, con The Edge agregando dramáticas voces de fondo en falsete que no estaban en la grabación original. El 2 de julio de 2011, U2 interpretó un fragmento extendido de la canción, con dos versos, en Nashville, Tennessee, como parte de su U2 360° Tour. Bono explicó a la audiencia que eligieron tocar la canción en Nashville como tributo a Cash y su esposa June.
"The Wanderer" se usó como la canción de descanso durante el 2015 Innocence + Experience Tour de U2.
Se incluye una versión extendida de la canción que incluye un verso adicional en la banda sonora de la película Faraway, So Close! La versión extendida tiene una extensión de 5:16. La canción fue incluida en las compilaciones de Johnny Cash, The Essential Johnny Cash (Legacy/Columbia, 2002) y The Legend of Johnny Cash (American/Island, 2005) y The Legend.

## Recepción
Según William Richey y Kevin J.H. Dettmar, U2 "explotó hábilmente la imagen de Johnny Cash de una manera ... provocativa", aclarando que "aparentemente imbuyen su visión de un páramo postapocalíptico con un sentido más profundo de conmoción y sinceridad porque la voz histórica de Cash está asociada en la mente pública con un hombre cuya lucha pública contra las drogas, el alcohol y el amor demuestra que ha 'caminado sobre la línea'".
Se han mezclado otras reseñas de la canción. En la reseña del vigésimo aniversario de Spin sobre Zooropa, Rob Harvilla describió a "The Wanderer" como "...monumentalmente incongruente y se pone un poco descarado sobre la separación de la iglesia y el estado". Annie Zaleski, de The A.V. Club's, describió como "sorprendentemente informe, a pesar del tenue acento del bajo, voces de fondo suspirantes y batería mínima".
- Datos: Q3989909